# لوغان ميلر
لوغان ميلر (بالإنجليزية: Logan Miller)‏ (31 أكتوبر 1992 بلونغمونت في الولايات المتحدة - ) هو لاعب كرة قدم أمريكي في مركز الوسط. لعب مع Wilmington Hammerheads FC ‏ وKitsap Pumas ‏.

## وصلات خارجية
- لوغان ميلر على موقع قاعدة بيانات كرة القدم.إي يو (الإنجليزية)